# Festuca chita
Festuca chita är en gräsart som beskrevs av Stancík. Festuca chita ingår i släktet svinglar, och familjen gräs. Inga underarter finns listade i Catalogue of Life.